# Мощи
Мощите (на латински: reliquiae, останки) са тялото или нетленна частица от тялото на човек, обявен за светец от християнската църква. Църквата благоговейно почита тези останки на като изпълнени с благодат светини. В християнската теология се смята, че в мощите на светците почива сам Бог и те имат дар да творят чудеса. 

## Вярвания и обичаи
Още в ранното християнство съществуват вярвания, че светите мощи помагат на вярващите в беда и болести. Мощите стават обект на почитание и църквите, където се намират, стават особени места за поклонение. Прочути са например градовете Бари и Кьолн с мощите на Свети Николай и на Тримата влъхви. Съхраняват се най-често в реликварий – специален съд или кутия.
Под „нетленни мощи“ се разбира малко или повече добре запазено тяло на светец. В житията на някои светци са описани много такива случаи, но намирането на нетленни мощи при откриването на гроба на свят християнин не е задължително условие за канонизация.
Каноничната православна практика повелява при освещаването на нов или възстановяването на стар храм той да получи мощи от светец. В православната църква частици от свети мощи се вшиват в т.нар. антиминс и задължително се вграждат в Светия Престол – основната част от олтара на православния храм, където се извършва Евхаристията като част от Литургията. В католическата църква във всеки олтар задължително е вградена частица от мощите на светец.
Често пренасянето на мощи се чества като църковен празник. На 9 май църквата чества пренасянето мощите на св. Николай от турския гр. Мира (днес гр. Демре до курорта Анталия) в южноиталианския гр. Бари. На този ден през 1087 г. мощите на светеца са посрещнати тържествено и стават цел на поклонници. В църквата Св. Николай в града те се почитат до днес като чудотворни.

## Свети мощи в България
- В Преслав са намерени керамични плочки, които доказват, че в един от храмовете са се намирали частици от мощите на Света Марина Антиохийска.[5]

- При разкопки на църквата „Св. София“ в София е намерен сребърен реликварий.

- Нетленните мощи на Света Параскева Българска (Петка Епиватска), живяла в X-XI век, от 1238 г. до падането под османска власт, почивали в църквата „Св. Петка Търновска“ във Велико Търново. При светите мощи, извадени от гроба, станали много изцеления и били положени по тържествен начин в съборния храм „Св. Апостоли“ в Цариград. След вековни странствания (Видин, Белград, Цариград) мощите за последно са положени през 1641 г. в катедралата „Сретение Господне“ в гр. Яш (Северна Румъния), където се стичат поклонници на българската светица.[6]

- През 2008 г., по молба на пловдивския митрополит Николай, Македонската православна църква разрешава част от мощите на Свети Климент Охридски да бъдат предадени на България. Мощите на светеца се намират в църквата Св. св. Климент и Панталеймон на хълма Плаощник над Охрид, а главата на Свети Климент е в манастира „Свети Йоан Предтеча“ край гр. Верия /Кара Ферия, Бер /, Северна Гърция.

- Мощи на Света Марина са вградени през 2006 г. в олтара на новия православен храм „Св. Висарион Смолянски“ в Смолян.

- Частица от мощите на Свети Георги Победоносец, които Ватиканът е дарил през 2006 г. на Русе, е от горната част на главата в областта на фонтанелата. Тя е донесена за освещаването на новия храм „Св. св. Константин и Елена“ в София. Реликвата е изложена в храма „Св. Георги“ в столицата, а след това е пренесена с литийно шествие в Русе, където се съхранява за постоянно в църквата „Св. Георги“.

- Частица от мощите на Свети Мина е вградена през 2008 г. в новия параклис, който носи името на светеца, във Велико Търново срещу РДВР.

- Целите мощи на Свети Иван Рилски се съхраняват в Рилския манастир. Част от дясната му ръка е пренесена в Русия през средновековието.

- Частица от светите мощи на Свети Иван Рилски е пренесена във Велико Търново от есента на 2009 г., след като е измолена от Великотърновския митрополит Григорий. Съхранява се в Патриаршеска катедрала „Рождество Пресветая Богородица“.

- Целите мощи на Свети крал Стефан II Милутин се съхраняват в храма „Света Неделя“ в София.[7]

- В храм „Свети Седмочисленици“ в София се съхраняват мощи на свети Харалампий (малкия пръст на дясната ръка), както и частици от мощите на патронните светци Климент Охридски и Горазд.[8]

- В храм „Преображение Господне“ в София в новия престол са вградени част от мощите на св. Йоан Кръстител, в стария престол са вградени част от мощите на св. Трифон, а през 1957 г. от Руската православна църква са дарени и мощи на света Варвара, на която има и параклис към църквата.[9]

- Частица от светите мощи на Свети Андрей Първозвани се съхраняват във Велико Търново.

- Новият храм (2009), носещ името „Свети Власий“ в курортния гр. Свети Влас, построен на мястото на манастирски комплекс, притежава частица от мощите на Свети Власий.

- Свети мощи на Свети Онуфрий Габровски се съхраняват в храм „Успение на Пресвета Богородица“ в Габрово и редовно се излагат за поклонение.

- Свети мощи на Света Екатерина се съхраняват в Габрово.

- Свети мощи на Света Анна се съхраняват в България.

В представителната църква във Велики Преслав, построена лично от ичиргу боила Мостич, който е бил погребан по-късно в нея, са открити керамични плочки с надписи. Те са публикувани преди повече от половин век от проф. Станчо Ваклинов. Плочките свидетелствуват, че в специална ниша в храма са били отдавани почести на мощи (или на части от тях) на високопочитани в православния свят светци – сред тях е света Мария Египетска.
Около най-голямата базилика във Велики Преслав, вероятно посветена на Божията Майка, разкрита в последните няколко години от проф. Маргарита Ваклинова, са открити няколко долепени до кораба външни параклиси или мартирии-мавзолеи. Кой обаче е бил погребан там, все още няма писмени данни.
Доцент Павел Георгиев от Шумен има солидно изследване за открития преди повече от 40 г. мартирий в Голямата архиепископска базилика в първопрестолна Плиска. Според изследователи е възможно в него да се били съхранени мощите на първия български светец Боян Енравота.
Особен интерес представлява уникалната гробница в местността Кирека край град Каспичан, част от историко археологическият резерват Мадара. Тя представлява издялано в скалата помещение с приблизителни размери 4 на 4 м. В стена е съхранен монолитен саркофаг, издялан в самата скала. За това, че в него са съхранявани мощи на светец, свидетелствува улеят за изтичане на сакрални течности, както и изтритият праг на незапазената до днес монолитна врата. Отляво на входа отвън е издялан филигранен кръст с флорални елементи. Някои археелози предполагат, че е възможно там да се покоили мощите на свети цар Борис Михаил. В близост до гробницата е разкрит, но недокрай проучен, представителен манастир, от който има пряка видимост към Плиска. Други археолози допускат, че е възможно там да е бил погребан духовният вожд на готите свети епископ Вулфила, създател на готската писменост и преводач на Библията на този език. Съседният манастир е един от малкото раннохристиянски.